# Aprophata ruficollis
Aprophata ruficollis är en skalbaggsart som beskrevs av Heller 1916. Aprophata ruficollis ingår i släktet Aprophata och familjen långhorningar.
Artens utbredningsområde är Filippinerna. Inga underarter finns listade i Catalogue of Life.